# 파노라마 사진
파노라마 사진은 전체 경치 중에서도 360° 방향의 모든 경치를 담아내는 기법이나 장치, 또는 그렇게 담아 낸 사진이나 그림을 의미한다.
어드밴스트 포토 시스템(APS) 카메라 제조사들과 포토 피니셔들은 넓은 비율의 인화 포맷을 정의하기 위해 "파나로믹"(panaromic)이라는 단어를 사용한다.
파노라마 사진을 촬영할 때는 카메라를 수평을 유지하고 한 쪽에서 다른 쪽으로 유지하고 한 쪽에서 다른 쪽으로 회전하며 각 사진을 20~30% 정도로 겹쳐서 촬영하는 것이 중요하다.
구글 카메라는 다른 카메라 앱보다 뛰어난 파노라마 사진을 보여주는데 그 중에서 포토 스피어라는 사진은 가장 유용한 기능이다. 이 기능이 좋은 점은 스마트폰에서 사진을 터치하면 구글 스트리트 뷰처럼 손가락으로 움직이며 그 공간 전체를 조명할 수 있다.

## 파노라마 사진의 예시

타이페이, 대만 파노라마 사진(臺灣臺北全景).

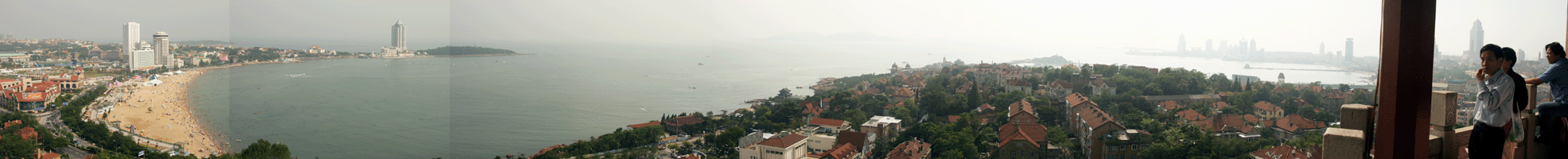
후이취안 만 파노라마 사진(汇泉湾全景).

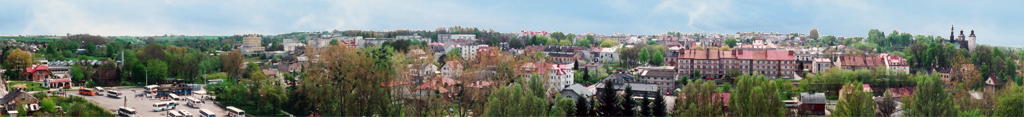
폴란드의 한 작은 마을 오파토브 파노라마 사진.

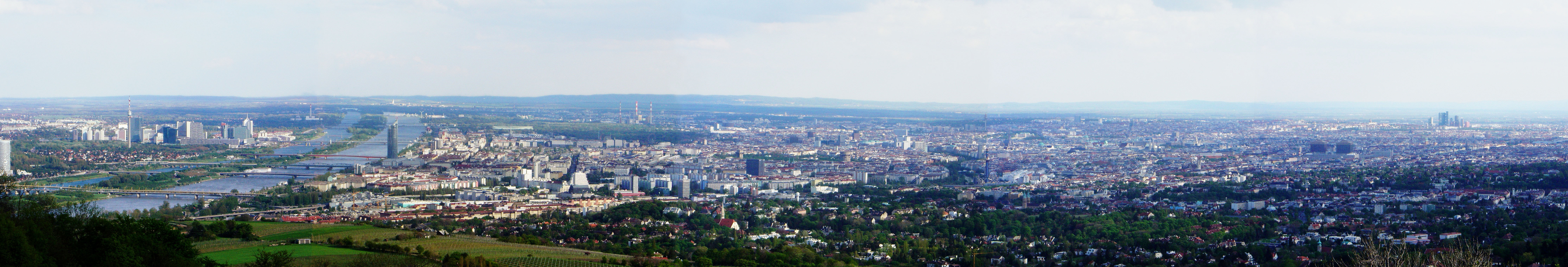
오스트리아 빈 파노라마 사진.

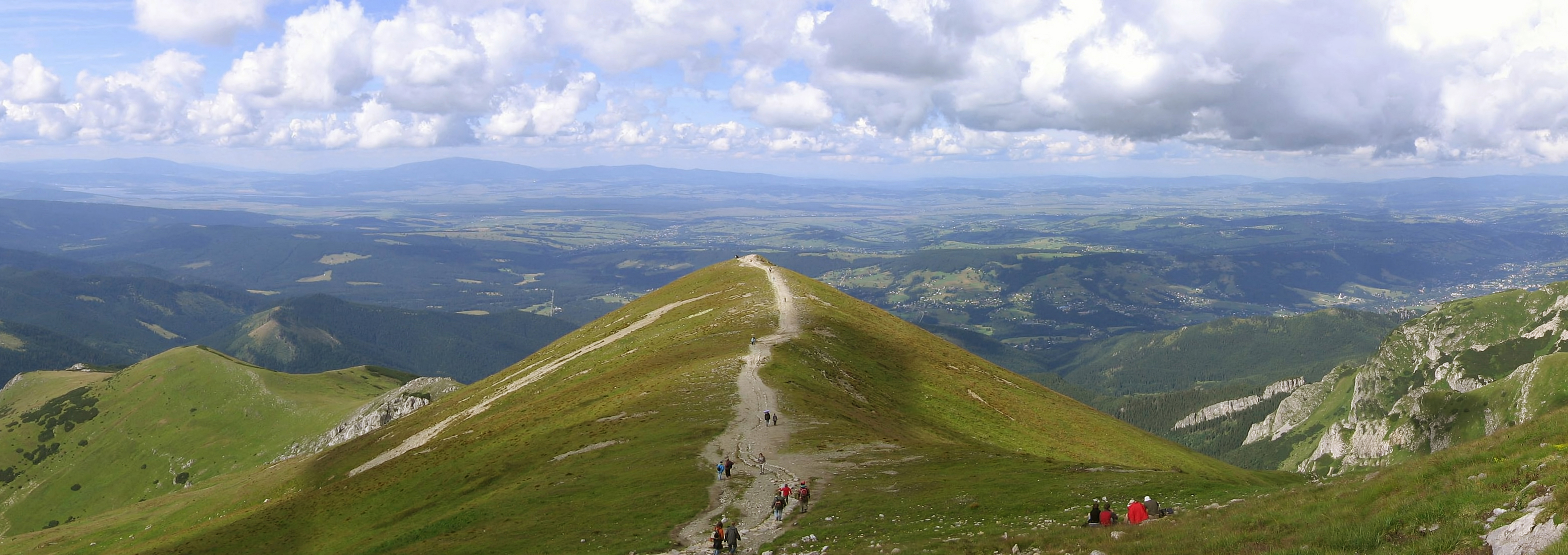
Ciemniak peak at Czerwone Wierchy (Tatra Mountains) 파노라마 사진.

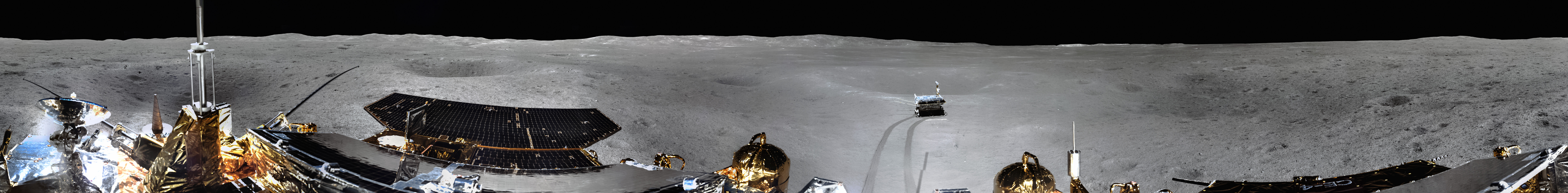
창어 4호가 촬영한 달 뒷면의 파노라마 사진.

## 같이 보기
- 아나모픽 형식
- 시네라마

1. ↑  “더홍스튜디오 : 네이버 블로그”. 2024년 11월 12일에 확인함.
2. ↑  “구글 카메라의 360도 파노라마 사진을 구글 맵에 업로드 하는 방법”. 2014년 7월 20일. 2024년 11월 12일에 확인함.